# Dracaena suffruticosa
Dracaena suffruticosa (sin. Sansevieria suffruticosa), biljna vrsta iz porodice šparogovki iz istočne tropske Afrike: Etiopija; Kenija; Malavi; Tanzanija. Postoje dvije podvrste

## Uzgoj
- Preporučena temperatura:  Noć: 10°C
- Tolerancija hladnoće:  ne podnosi hladnoću
- Izloženost suncu:  mora biti u sjeni
- Potrebnost vode: zimi ga držati suhim

## Podvrste
- Dracaena suffruticosa var. longituba (Pfennig) Byng & Christenh.
- Dracaena suffruticosa var. suffruticosa.